# Botryllophilus sarsi
Botryllophilus sarsi – gatunek widłonoga z rodziny Botryllophilidae. Nazwa naukowa tego gatunku skorupiaków została opublikowana w 2002 roku przez japońską zoolog Shigeko Ooishi.